# White Fulani
La White Fulani est une race bovine de l'Afrique de l'Ouest. 

## Noms
La race est connue sous de nombreux noms comme Yakanaji, Akou, White Bororo, Fellata, White Kano. Au Nigeria, elle est appelée Bunaji.

## Origine
Cette race zébuine appartient au rameau du zébu ouest africain. Elle est élevée par les Peuls dans la zone centrale du Sahel, une zone de savane aride, principalement au nord du Nigéria, au nord-est du Cameroun et au sud du Niger. Depuis quelques années leurs pasteurs ont conduit quelques troupeaux au Tchad et au Soudan. 
Au Nigéria, cette race représente plus de 50 % du cheptel bovin et 95 % est élevée par les Peuls.

## Morphologie
Ce zébu est caractérisé par la finesse de son ossature, sa robe toute blanche même s'il existe des individus tachés de noir ou de rouge sur les pattes, les flancs et les oreilles. Ses longues cornes en forme de lyre à large base peuvent mesurer jusqu'à 105 centimètres.
Les taureaux atteignent 350-660 kg à l'âge adulte et les vaches, 250-380 kg.

## Aptitudes

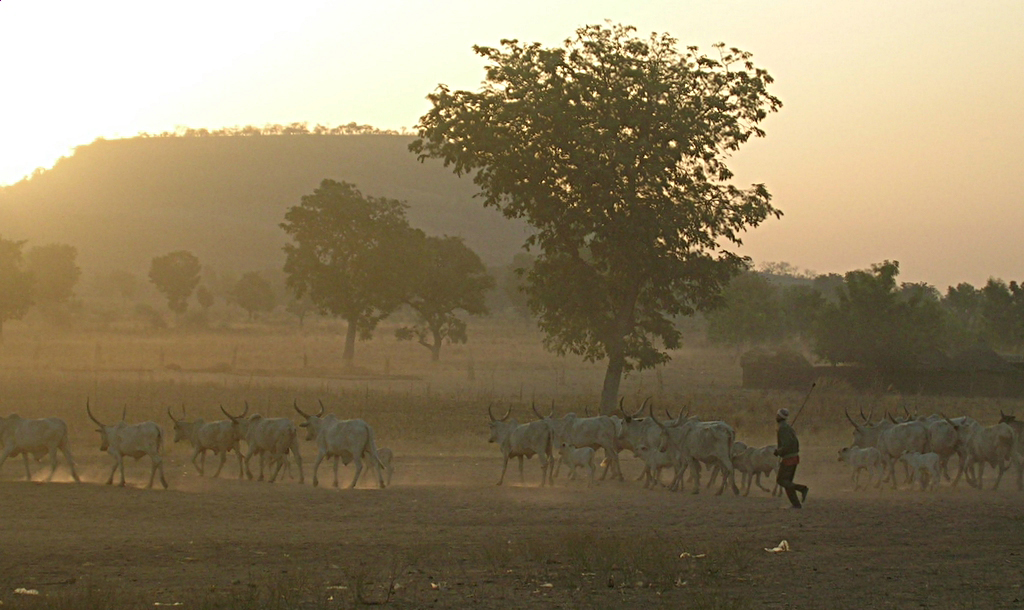
Fulanis blancs au Cameroun.

Ces zébus font partie intégrante du mode de vie pastoral des peuplades qui pratique la transhumance. Ces animaux sont d'excellents marcheurs. Ils sont bien adaptés au climat tropical, marqué par une courte saison des pluies et une longue saison sèche. La bosse zébuine permet de stocker de la graisse et de la remobiliser en cas de disette.
Ce sont des animaux à usage multiple : les vaches donnent 600 à 1000 kg de lait sur environ 220 jours. Ce lait est très riche avec un taux de matière grasse de 4,1 à 7,5 %. La capacité de tracter des chariots est aussi utilisée et leur viande est consommée. L'engraissement des jeunes bovins peut se faire en feedlot dans les régions aux fourrages riches, mais aussi dans les maigres pâturages sahéliens.
Les vaches sont peu précoce avec un premier vêlage autour de 4 ans, mais elles mettent bas seules sans problème particulier et s'occupent bien de leur veau. Elles sont en moyenne, un veau tous les 400 jours.
Ce groupe de zébus est de plus en plus métissé avec d'autres zébus où d'autres bovins afin d'améliorer ses qualités laitières et bouchères.

## Sources